# Hans-Christian Ströbele
Hans-Christian Ströbele, född 7 juni 1939 i Halle an der Saale i Sachsen-Anhalt, död 29 augusti 2022 i Berlin, var en tysk politiker (Bündnis 90/Die Grünen) och jurist. Ströbele har tillhört de ledande gröna politikerna i Tyskland, bland annat som ställföreträdande gruppledare i Förbundsdagen 2002–2009.

## Biografi
Ströbeles far arbetade som kemist vid Buna-Werke i Schkopau. Efter andra världskriget växte Ströbele upp i Västtyskland och gick i skolan i Marl. Han tog studenten 1959 och gjorde 1960 värnplikten i Aurich i Luftwaffe. Han studerade sedan juridik och politik i Heidelberg och senare vid Freie Universität i Berlin där han tog sin först och andra examen. 
I slutet av 1960-talet engagerade han sig som advokat som försvarare av studenter som deltagit i demonstrationer och blev senare försvarare för medlemmar av Röda armé-fraktionen. År 1969 grundade han ett socialistiskt advokatkollektiv. År 1970 blev Ströbele medlem av SPD. År 1975 uteslöts han ur SPD och även som försvarare vid rättegången mot RAF i Stuttgart. År 1977 deltog han i grundandet av Tageszeitung (taz). År 1980 var han med och grundande Alternative Liste für Demokratie und Umweltschutz och satt sedan i Förbundsdagen 1985–1987. År 1998 blev han invald i Förbundsdagen för Bündnis 90/Die Grünen, där han kom att sitta fram till 2017, då han avstod från att ställa upp i det årets förbundsdagsval.
Ströbele var systerson till radioreportern Herbert Zimmermann, legendarisk för sitt referat när Västtyskland blev världsmästare i fotboll 1954. Det var Ströbele som tillsammans med sina syskon innehade rättigheterna till användandet av Zimmermanns radioreferat.